# Conservatoire botanique national de Corse
Le Conservatoire botanique national de Corse (CBNC) est un établissement public français à caractère scientifique et technique, service de l'Office de l'Environnement de la Corse. Le 22 août 2008, le Ministère chargé de l'écologie et du développement durable lui a délivré son premier agrément en tant que « Conservatoire botanique national de Corse ». Il s'intègre ainsi dans le dispositif des Conservatoires botaniques nationaux mis en place depuis le 22 novembre 1994.
Il fait partie d’un réseau des onze Conservatoires botaniques nationaux qui ont vocation à couvrir le territoire français.
La commission d’agrément a renouvelé son accord le 19 novembre 2014 pour que le Conservatoire continue à être « national » jusqu’en 2019,.
Le territoire d'agrément du CBNC couvre la Corse, soit un territoire de 8 760,00 km2. L'effectif de l'équipe est de 15 personnes en 2017.

## Missions
Le Conservatoire botanique national de Corse a pour missions :
- de dresser l'inventaire de la flore et des habitats naturels
- la conservation de la flore et des habitats (in situ et ex situ, plantes aromatiques et médicinales, plantes envahissantes, brûlages dirigés, expertises, plans de restauration sur certaines espèces)
- la collaboration avec différents organismes (gestionnaires despaces naturels protégés, laboratoires de recherche...)
- l'information et la sensibilisation du public.

## Fonctionnement
Les activités du CBNC sont encadrées par une convention pluriannuelle avec le MEDDE. Une dizaine de scientifiques dont les spécialités sont diverses (forêt, plantes invasives, plantes du littoral de la montagne, orchidées, fougères...) y travaillent à plein temps.
Le Conservatoire a constitué un Conseil Scientifique qui a pour mission d’encadrer son travail et de l’orienter. Il se réunit  de façon formelle une fois par an. Depuis le 13 mars 2014, Frédéric Médail a succédé à Jacques Gamisans en tant que président. Gianluigi  Bachetta est son vice président.